# Gražiškiai
Gražiškiai (ryska: Гражишкай) är en ort i Litauen. Den ligger i den sydvästra delen av landet, 150 km väster om huvudstaden Vilnius. Gražiškiai ligger 176 meter över havet och antalet invånare är 401.
Terrängen runt Gražiškiai är lite kuperad. Runt Gražiškiai är det ganska glesbefolkat, med 43 invånare per kvadratkilometer. Närmaste större samhälle är Virbalis, 19,0 km norr om Gražiškiai. Omgivningarna runt Gražiškiai är en mosaik av jordbruksmark och naturlig växtlighet.